# Jazzurekcja
«Jazzurekcja» — четвертий студійний альбом польського реппера O.S.T.R., випущений 18 листопада 2004 року лейблом Asfalt Records.
Всі треки спродюсовані самим O.S.T.R..

## Список композицій
1. «Dym» — 3:49
2. «Jazzurekcja» — 4:33
3. «Odzyskamy Hip-Hop» — 3:44
4. «Kilka Wersów Dla Ludzi» — 2:40
5. «Dla Zakochanych» — 4:07
6. «Bajera» — 2:35
7. «Apacz» — 2:58
8. «Poszukiwacze Wosku» — 3:37
9. «Państwo» — 3:16
10. «Mam Plan» — 3:24
11. «Mózg» — 3:50
12. «Małe Piwo» — 3:40
13. «Historia» — 3:36
14. «Nie Ważne» — 4:42
15. «W Nasłuchiwaniu Ciszy» — 3:22
16. «Komix» — 3:13
17. «Tajemnica Skreczy» — 3:20
18. «Zoom» — 4:05
19. «Karambol» — 2:53
20. «Sen» — 3:11
21. «To Jest Nasze» — 4:22
22. «Planeta Jazzu» — 4:20